# Adelaide and Mary River Floodplains
Az Adelaide and Mary River Floodplains egy 2687 négyzetkilométeres természetvédelmi terület Ausztrália északi részén, az Északi területen, a Kakadu Nemzeti Parktól nyugatra, Darwintól keletre fekvő terület. A terület az Alligator Rivers madárvédelmi körzetet is magába foglalja, amelyet a folyók az esős évszakban rendszeresen elöntenek.

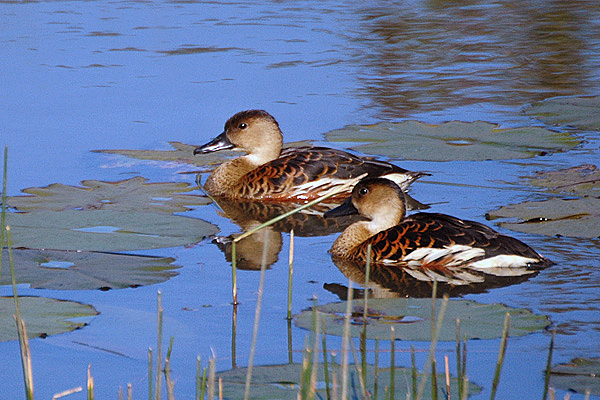
Vándorfütyülőlúd

## Élővilága
Az árvíz által elöntött síkságot a BirdLife International madárvédelmi körzetté (angolul Important Bird Area) nyilvánította, mivel a világ vízimadarainak az 1%-a itt talál magának élőhelyet. Előfordul itt többek közt vándorfütyülőlúd, Ujjas lúd, tarka kócsag, vörösfejű gulipán, törpepóling, távol-keleti póling, hegyesfarkú partfutó, illetve hosszúlábú ugartyúk is.

## Fordítás
Ez a szócikk részben vagy egészben  az   Adelaide and Mary River Floodplains című angol Wikipédia-szócikk ezen változatának fordításán alapul.  Az eredeti cikk szerkesztőit annak laptörténete sorolja fel. Ez a jelzés csupán a megfogalmazás eredetét és a szerzői jogokat jelzi, nem szolgál a cikkben szereplő információk forrásmegjelöléseként.